# Protaetia miharai
Protaetia miharai är en skalbaggsart som beskrevs av Alexis och Delpont 1998. Protaetia miharai ingår i släktet Protaetia och familjen Cetoniidae. Inga underarter finns listade i Catalogue of Life.